# Salvatore Greco
Pour les articles homonymes, voir Greco.
Savatore « ciaschiteddu » Greco, né à Palerme le 13 janvier 1923 et mort le 7 mars 1978 à Caracas, au Venezuela fut le premier capo di tutti capi, cousin de Michele il papa Greco. Il est issu de la famille mafieuse des Greco fondée par don Giuseppe piddu u tenenti Greco installée à Croceverde Giardini et à Ciaculli à Palerme. "ciaschiteddu" signifie "Petite fiasque" en sicilien.

## Biographie
Il fut un membre de la cupola de 1958 à 1976. Il fut Capo di tutti capi d'octobre 1957 à 1963. Date à laquelle il se retira pour laisser la place à ses trois petits frères : Michele, Leonardo et Pino.
Il meurt d'une cirrhose à Caracas, au Venezuela, le 7 mars 1978.

## Homonymes
Il ne doit pas être confondu avec deux de ces cousins : Salvatore il senatore Greco, fils de Giuseppe Greco et frère aîné de Michele Greco et son cousin Salvatore ''l'ingegnere'' Greco (en).